# Roma Torricola
Roma Torricola (wł: Stazione di Torricola) – przystanek kolejowy w Rzymie, w regionie Lacjum, we Włoszech. Znajdują się tu cztery tory, z czego tor drugi i trzeci jest wykorzystywany do obsługi pasażerów. 
Stacja jest obsługiwana przez linie FR7 do Latina i FR8 Nettuno.
Na zewnątrz znajduje się mały parking. Stacja obecnie nie posiada żadnego połączenia komunikacją publiczną ATAC.